# Ding Yixin
Ding Yixin (chiń. 丁亦昕; ur. 26 kwietnia 1991 w Zhejiang) – chińska szachistka, arcymistrzyni od 2010 roku.

## Kariera szachowa
W 2003 zdobyła w Kallithei tytuł mistrzyni świata juniorek do 12 lat. Dwukrotnie zdobyła medale indywidualnych mistrzostw Azji, w latach 2009 (brązowy) oraz 2010 (srebrny), w obu turniejach wypełniając normy na tytuł arcymistrzyni. W 2010 wystąpiła w Antiochii w pucharowym turnieju o mistrzostwo świata, przegrywając w I rundzie z Hoàng Thanh Trang. W 2013 zdobyła tytuł indywidualnej mistrzyni Chin, natomiast w 2014 zdobyła w Katowicach brązowy medal akademickich mistrzostw świata.
Reprezentantka Chin w rozgrywkach drużynowych. m.in.:
- na olimpiadzie szachowej (w roku 2012); medalistka: wspólnie z drużyną – srebrna (2012)[4],
- dwukrotnie na drużynowych mistrzostwach świata (w latach 2009, 2015)[5],
- na drużynowych mistrzostwach Azji (w roku 2012); dwukrotna medalistka: wspólnie z drużyną – złota (2012) oraz indywidualnie – złota (2012 – na V szachownicy)[6].

Najwyższy ranking w dotychczasowej karierze osiągnęła 1 lipca 2014, z wynikiem 2451 punktów zajmowała wówczas 40. miejsce na światowej liście FIDE, jednocześnie zajmując 8. miejsce wśród chińskich szachistek.